# Stegocintractia hyperborea
Stegocintractia hyperborea är en svampart som först beskrevs av Axel Blytt, och fick sitt nu gällande namn av M. Piepenbr. 2000. Stegocintractia hyperborea ingår i släktet Stegocintractia och familjen Anthracoideaceae.   Inga underarter finns listade i Catalogue of Life.